# Пантин, Николай Иванович
Николай Иванович Пантин (30 сентября 1860, Лодейное Поле, Олонецкая губерния — не ранее 1918) — российский государственный чиновник, управляющий Санкт-Петербургской таможней, действительный статский советник, член Поместного Собора Православной Российской Церкви 1917 года.

## Биография
Родился в купеческой семье.
В 1880 году окончил реальное училище святого Петра в Санкт-Петербурге.
Канцелярский служитель Балтийской таможни (1880), помощник управляющего Вердерской таможенной заставой (1882), канцелярский служитель Ревельской таможни (1883), помощник управляющего Кундской таможенной заставой, затем член и казначей Сестрорецкой таможни, коллежский регистратор (1884), секретарь канцелярии начальника Санкт-Петербургского таможенного округа Департамента таможенных сборов Министерства финансов (1886), губернский секретарь (1888), коллежский секретарь (1891), там же чиновник для поручений, титулярный советник (1894), член Комиссии для освидетельствования и приема предметов обмундирования (1896), коллежский асессор (1897).
Помощник управляющего Санкт-Петербургской сухопутной таможней (1899), председатель Хозяйственной комиссии при ней (1900), надворный советник (1901), директор правления Санкт-Петербургского мужского благотворительного тюремного комитета (1902–1905), коллежский советник (1905), статский советник.
Управляющий Санкт-Петербургской (с 1914 года Петроградской) таможней при Финляндской железной дороге (1909), действительный статский советник (1914).
Член Поместного Собора Православной Российской Церкви по избранию как мирянин от Финляндской епархии, участвовал до 20 сентября 1917 года, член Юридического совещания при Соборном Совете и II, VII, XVI отделов.
Награждён орденами Святого Станислава 3-й (1894) и 2-й (1899) степени, Святой Анны 3-й (1896) и 2-й (1902) степени, Святого Владимира 4-й (1905) и 3-й (1915) степени.
Обвенчан с дочерью генерал-майора Елизаветой Алексеевной Племянниковой, дети: Алексей и Михаил.